# Ryczów (gmina)
Ryczów (do 1945 i od 1973 Spytkowice) – dawna gmina wiejska istniejąca w latach 1945–1954 w woj. krakowskim (dzisiejsze woj. małopolskie). Siedzibą władz gminy był Ryczów.
Gmina Ryczów została utworzona 27 lipca 1945 roku w powiecie wadowickim w woj. krakowskim, z obszaru zniesionej gminy Spytkowice. Według stanu z dnia 1 lipca 1952 roku gmina Ryczów była podzielona na 9 gromad: Bachowice, Lipowa, Łączany, Miejsce, Półwieś, Ryczów, Spytkowice, Woźniki i Zygodowice.
Gmina została zniesiona 29 września 1954 roku wraz z reformą wprowadzającą gromady w miejsce gmin. Jednostki nie przywrócono 1 stycznia 1973 roku po reaktywowaniu gmin, reaktywowano natomiast gminę Spytkowice.